# Jacques Grasset de Saint-Sauveur
Pour les articles homonymes, voir Saint-Sauveur.
Jacques Grasset de Saint-Sauveur (1757-1810) est un homme de lettres, diplomate et dessinateur français.

## Biographie
Né à Montréal, en Nouvelle-France, d'André Grasset de Saint-Sauveur (1724-1794) et de la femme d'affaires Marie-Joseph Quesnel Fonblanche (née en 1733), il est le frère du bienheureux André Grasset de Saint-Sauveur.
Il vint étudier à Paris en 1764 chez les jésuites de Sainte-Barbe, puis commença à suivre la carrière diplomatique de son père et de son frère. Ayant travaillé pendant dix ans comme vice-consul à la commission sous les ordres de son père, il devint vice-consul en Hongrie, puis au Caire.
Il se tourne ensuite vers les lettres et publie, entre 1784 et 1812, une vingtaine d'ouvrages, souvent légers ou illustrés, dont :
- La Belle Captive, ou Histoire véritable du naufrage & de la captivité de Mlle Adeline, comtesse de St-Fargel, âgée de 16 ans, dans une des parties du royaume d’Alger, en 1782, Paris, 1786 ;
- Costumes civils de tous les peuples connus (avec Sylvain Maréchal), 1784 et suivantes ;
- Tableaux cosmographiques de l'Europe, l'Asie, l'Afrique et l'Amérique, 1787 ;
- L'Antique Rome, 1795, en 50 tableaux ;
- Encyclopédie des voyages, 1795-96 ;
- Costumes des représentans du peuple, membres des deux conseils, du directoire exécutif, des ministres, des tribunaux, des messagers d'état, huissiers, et autres fonctionnaires publics, etc., 1796 ;
- Les amours du fameux comte de Bonneval, pacha à deux (trois) queues, connu sous le nom d’Osman, rédigé d’après quelques mémoires particuliers, Paris, 1796 ;
- Le Sérail ou Histoire des intrigues secrètes du Grand Seigneur, 1796 ;
- Les Fastes du peuple français, 1796 ;
- Les Amours d’Alexandre et de Sultane Amasille, 1797.
- Esprit des ana, 1801 ;
- Voyage pittoresque dans les autres parties du monde, 1806 ;
- Les Archives de l'honneur, 1805.

L'écrivain George Sand cite Grasset de Saint Sauveur dans son récit de voyage autobiographique intitulé Un hiver à Majorque et publié en 1841.

## Galerie

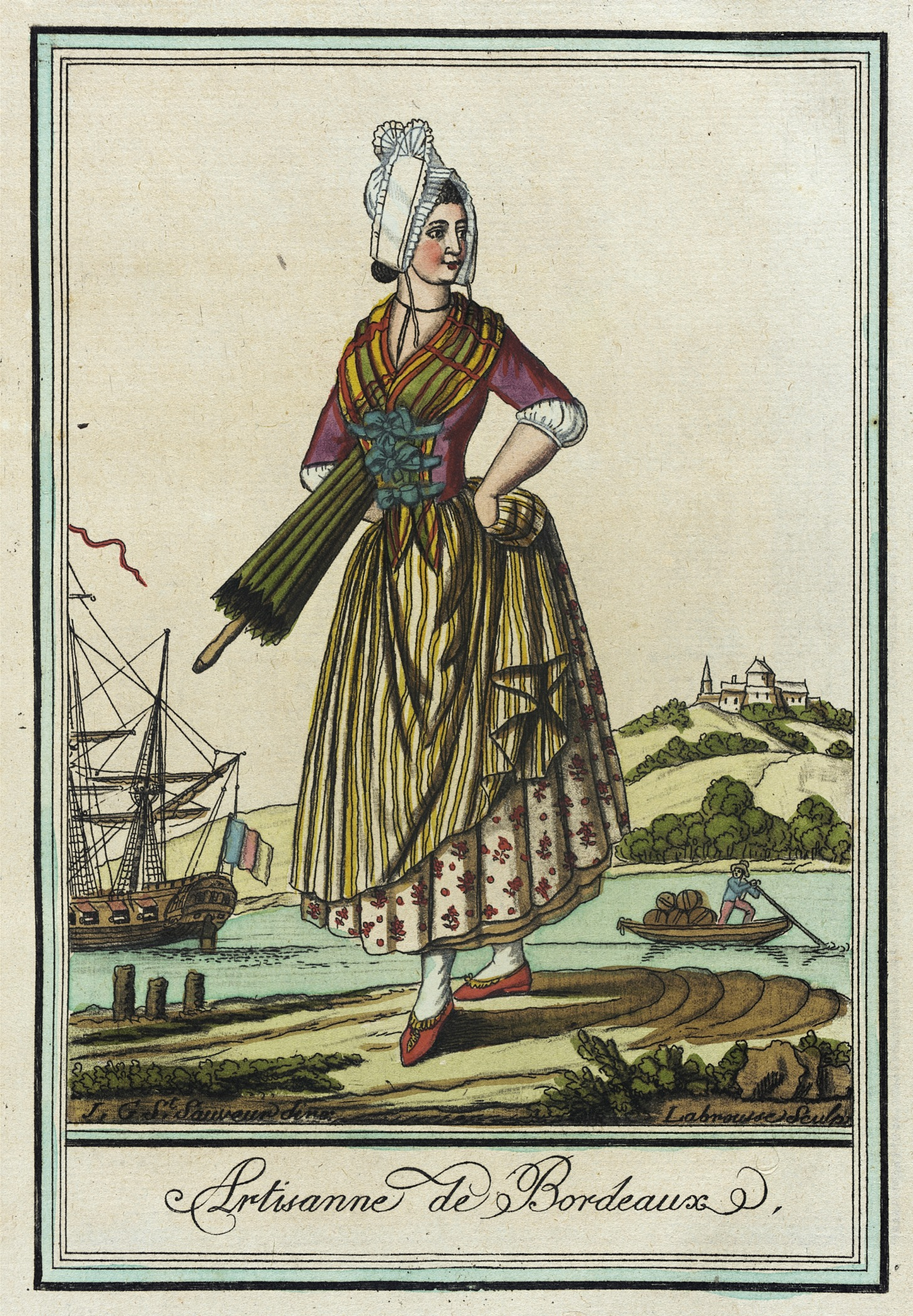
Costumes de Différents Pays, Artisanne de Bordeaux.
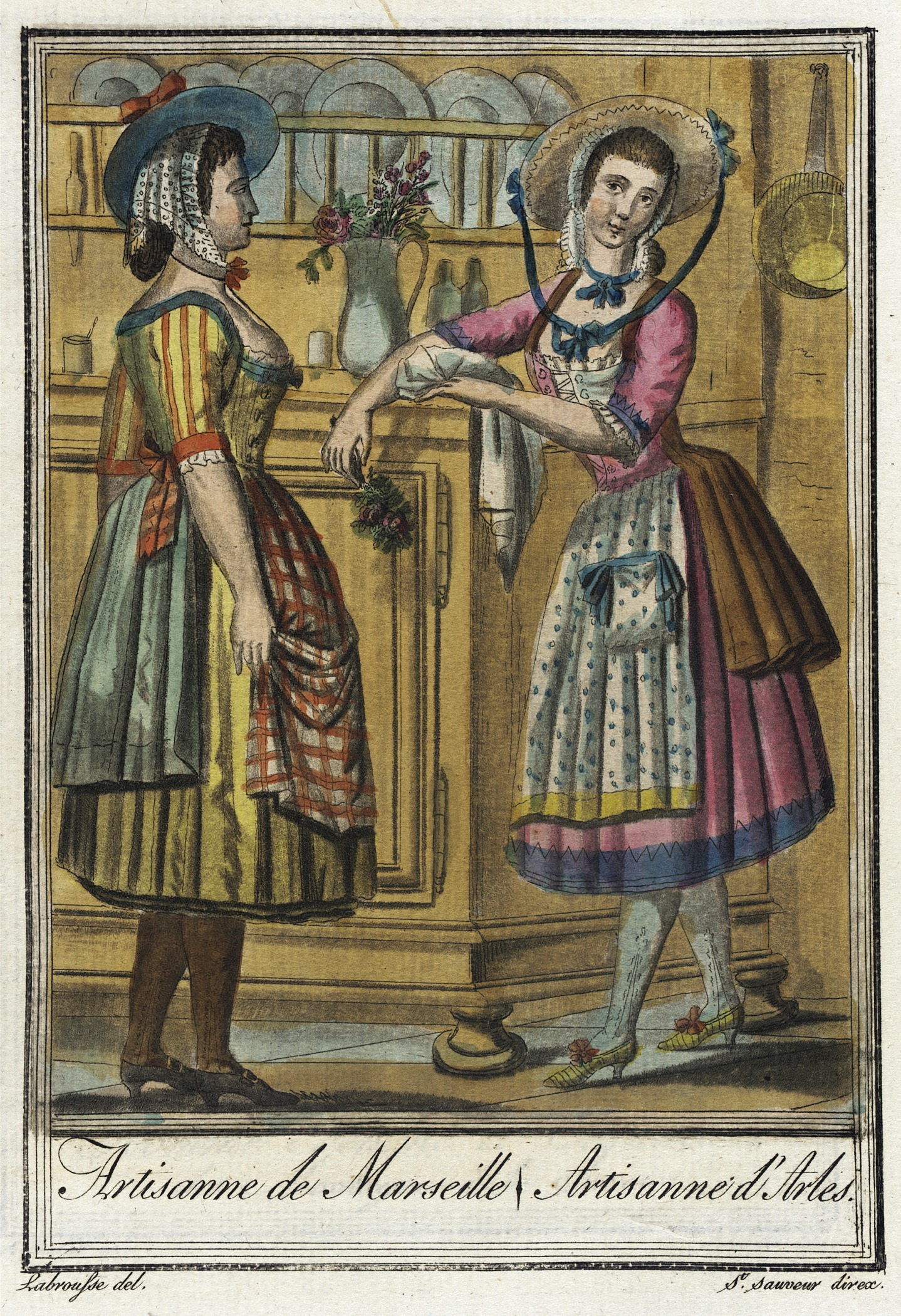
Artisanne de Marseille et Artissane d'Arles.
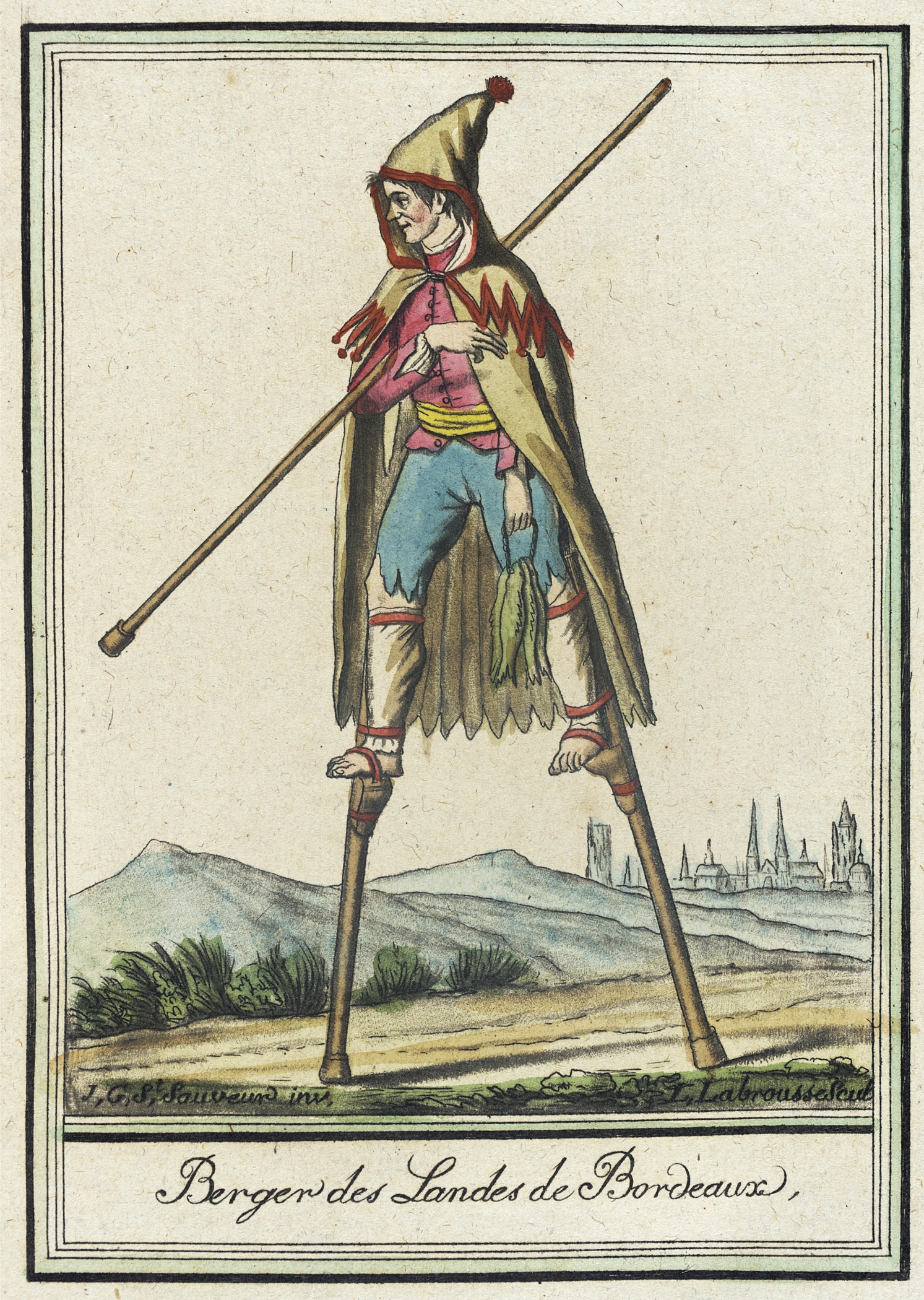
Berges des Landes de Bordeaux.
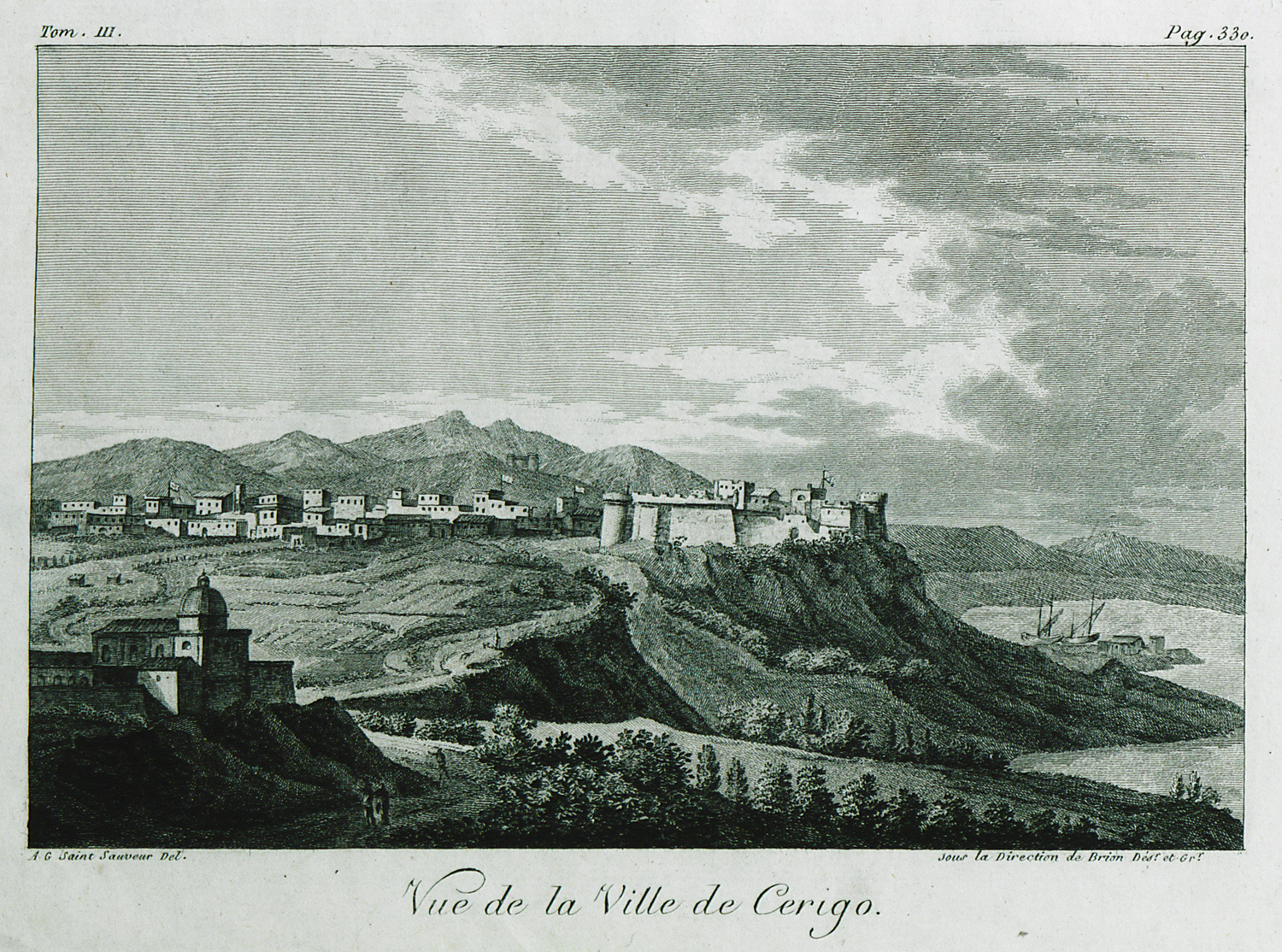
Vue de la ville de Cerigo (Îles Ioniennes, Grèce) - 1800.
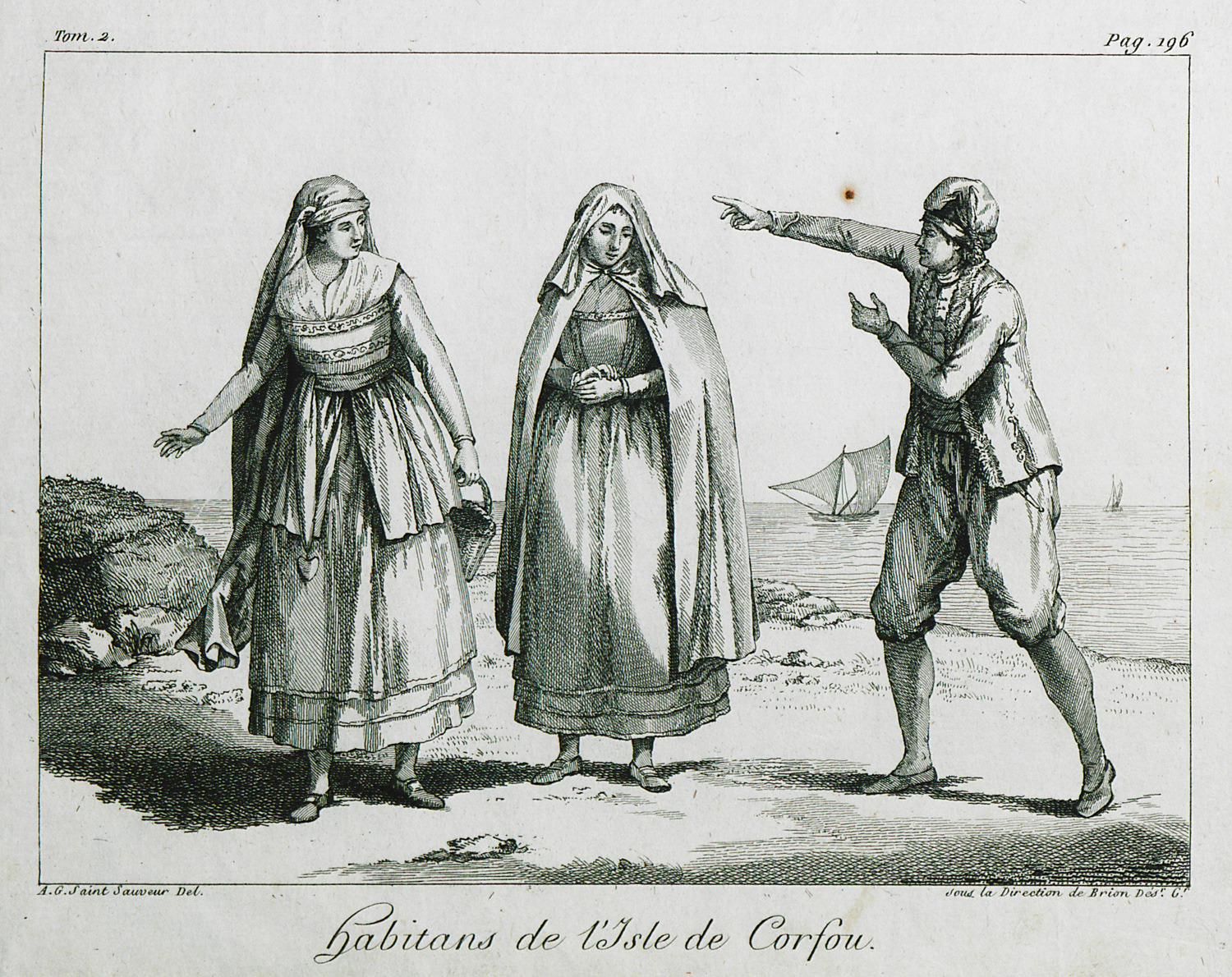
Habitans de l'isle de Corfou - 1800.
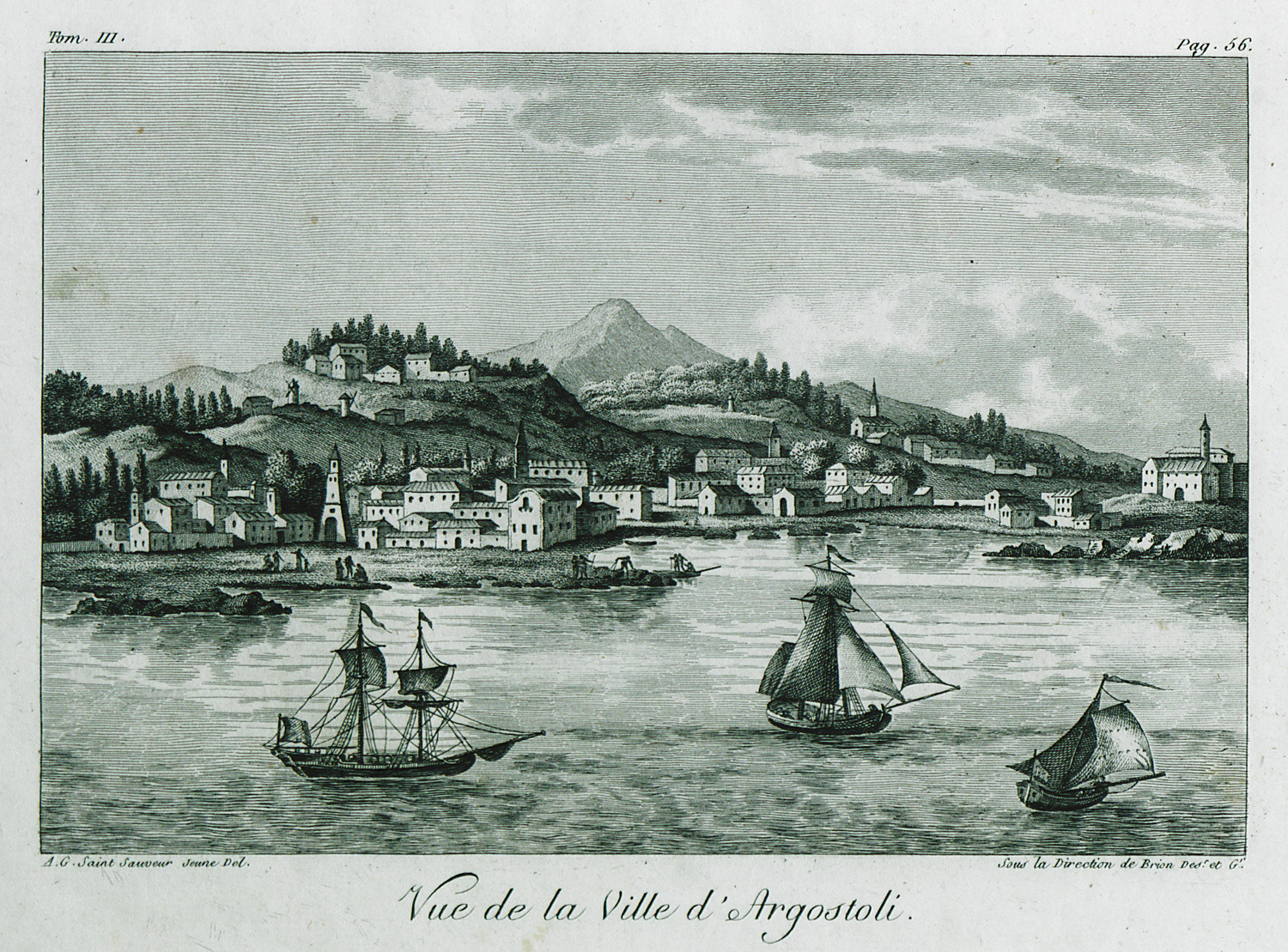
Vue de la ville d'Argostoli - 1800.
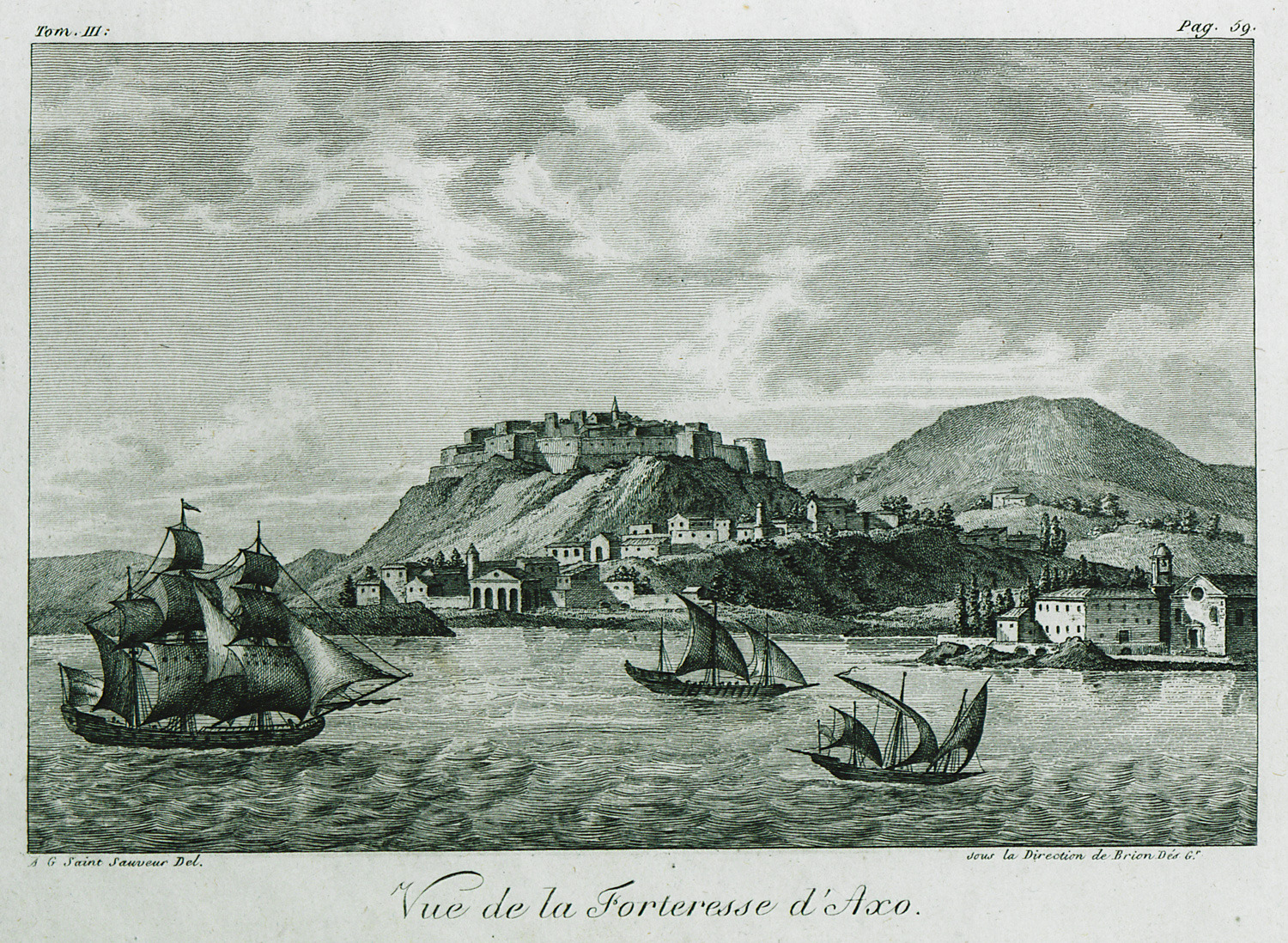
Vue de la forteresse d'Axo - 1800[2].
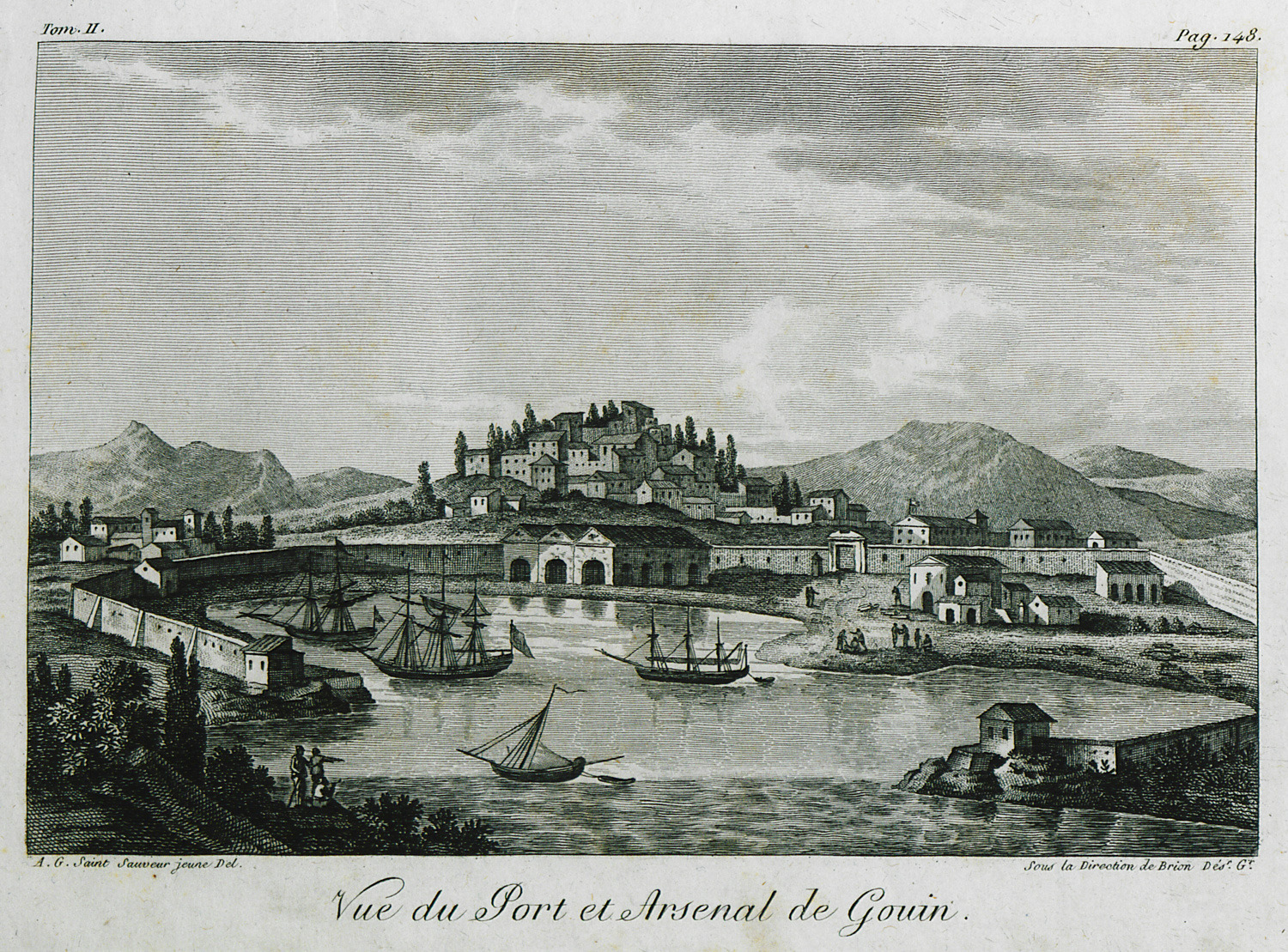
Vue du port et Arsenal de Gouin - 1800.
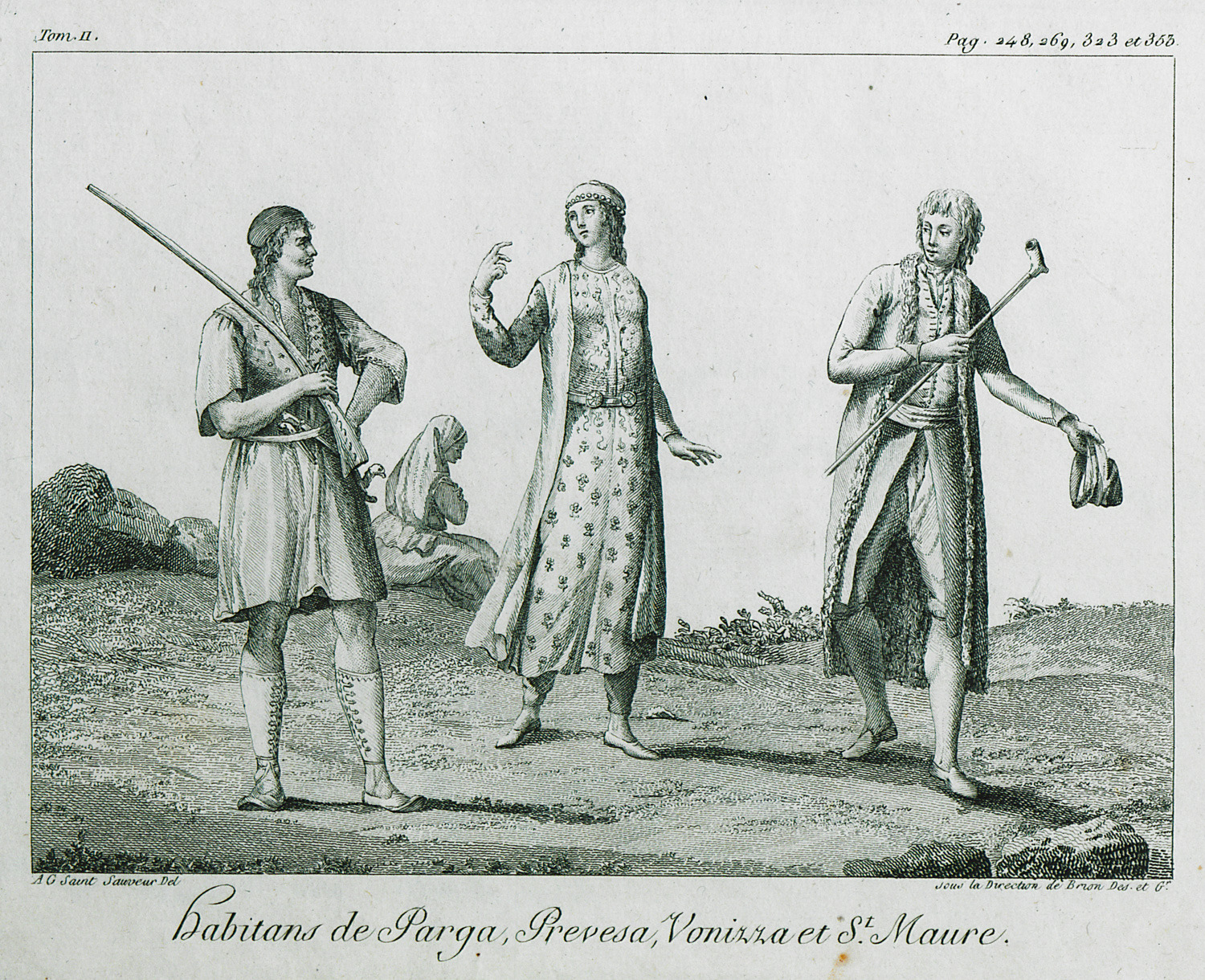
Habitans de Parga - 1800.
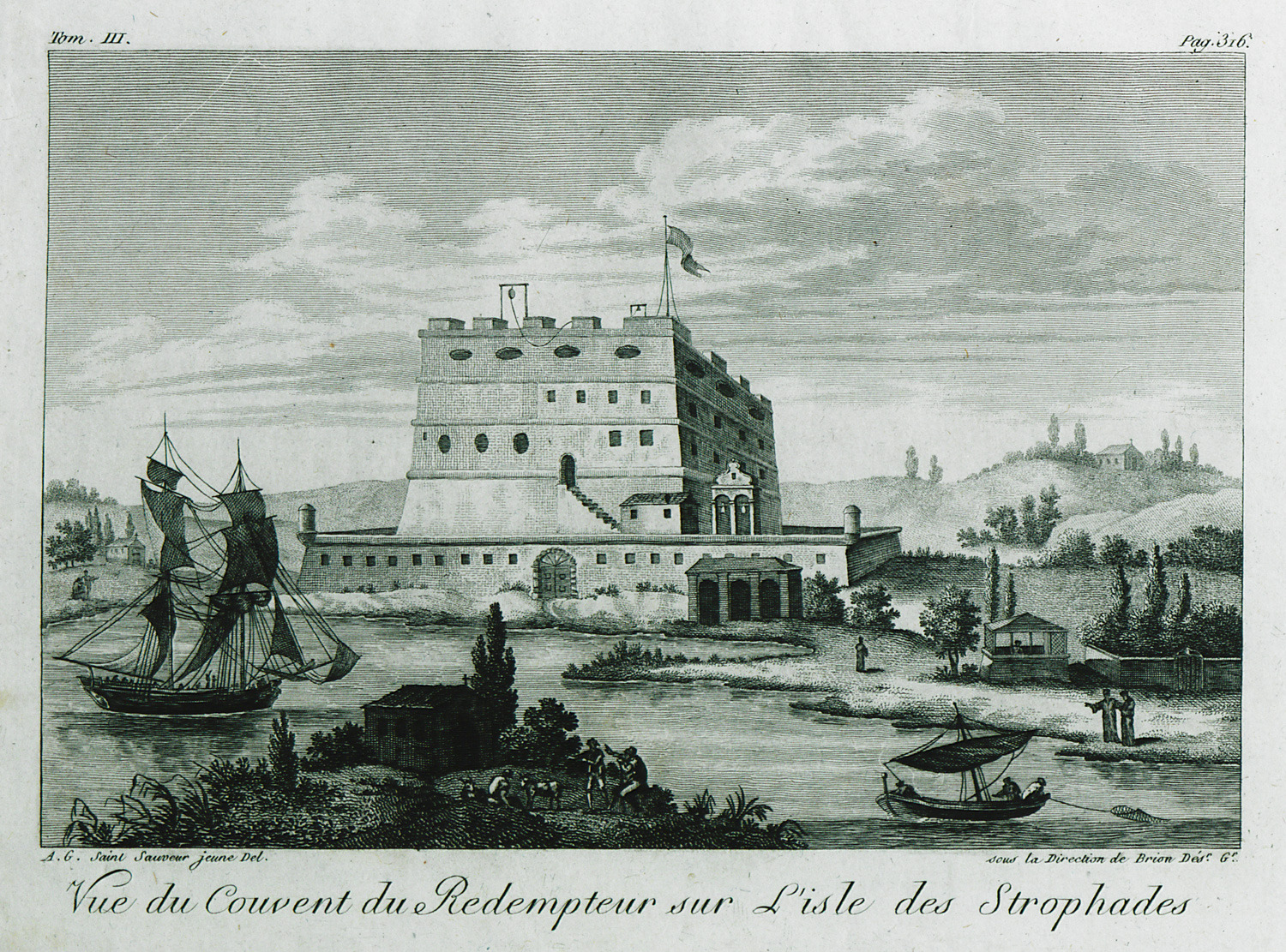
Vue du couvent du Redempteur sur l'isle des Strophades (Stamfáni). - 1800.
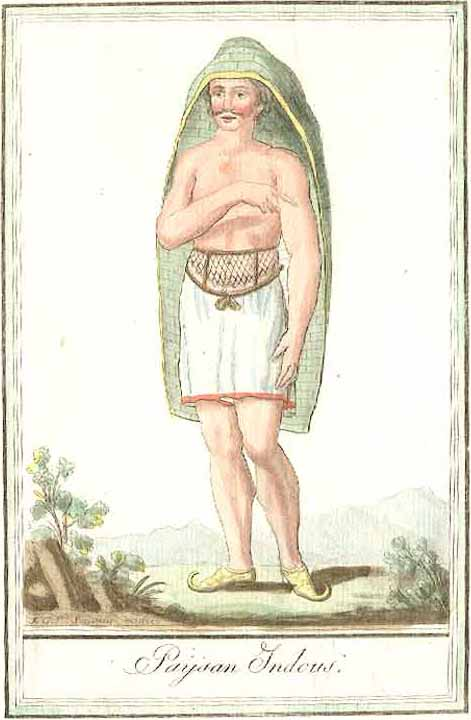
« Paysan indous », dans Costumes civils actuels de tous les peuples connus, Paris, 1788.
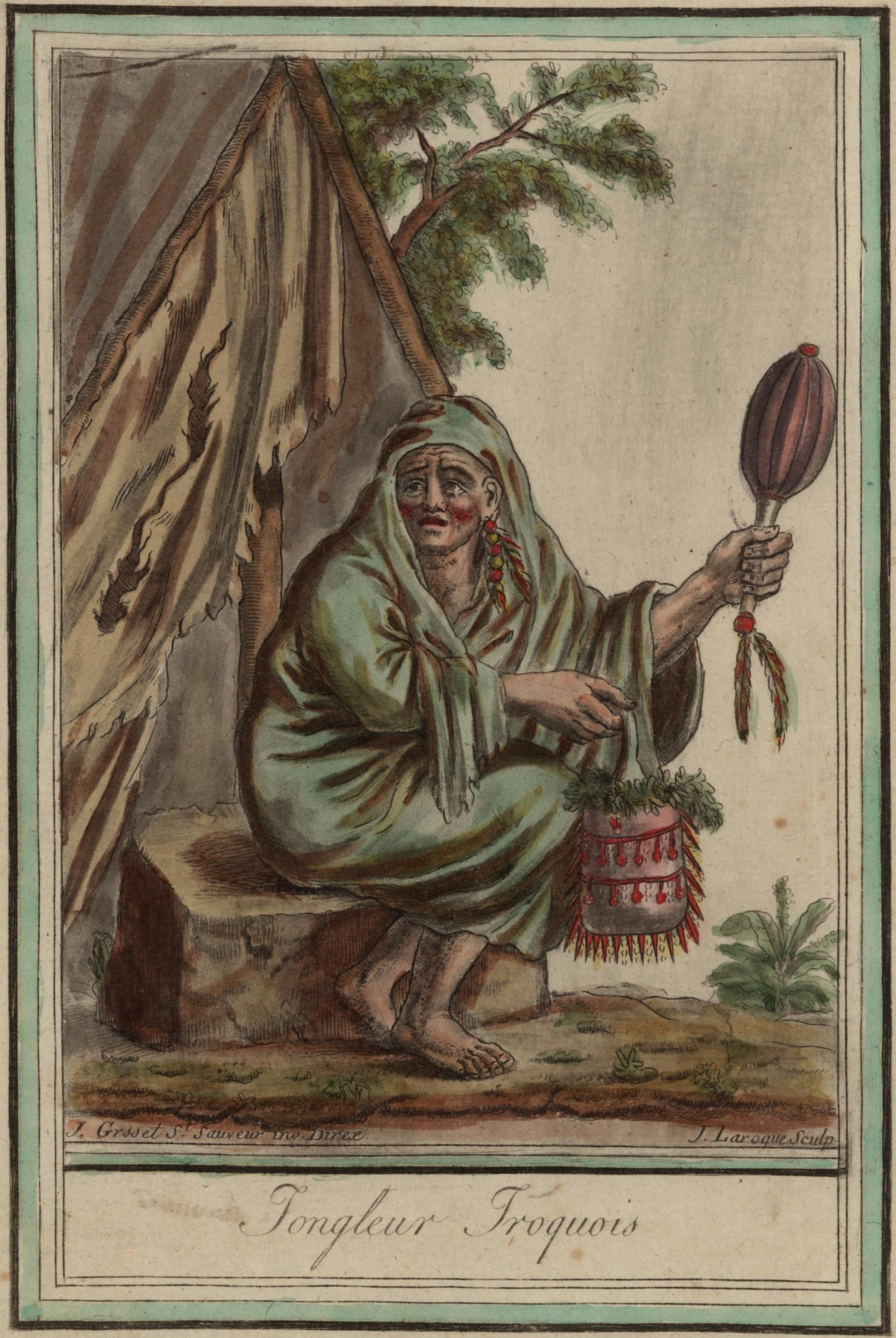
« Jongleur Iroquois », 1795.
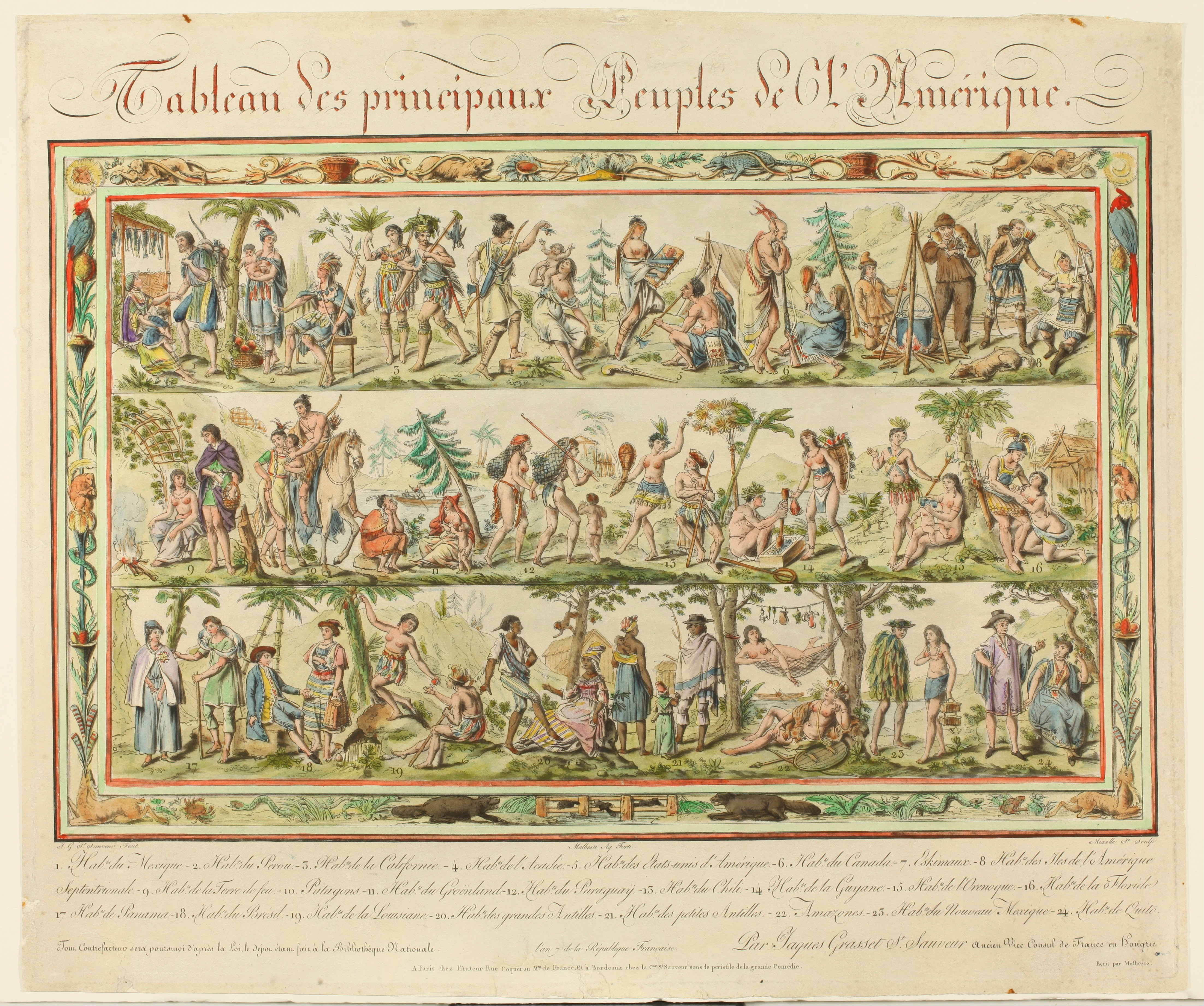
« Tableau des principaux peuples d'Amérique », 1799.
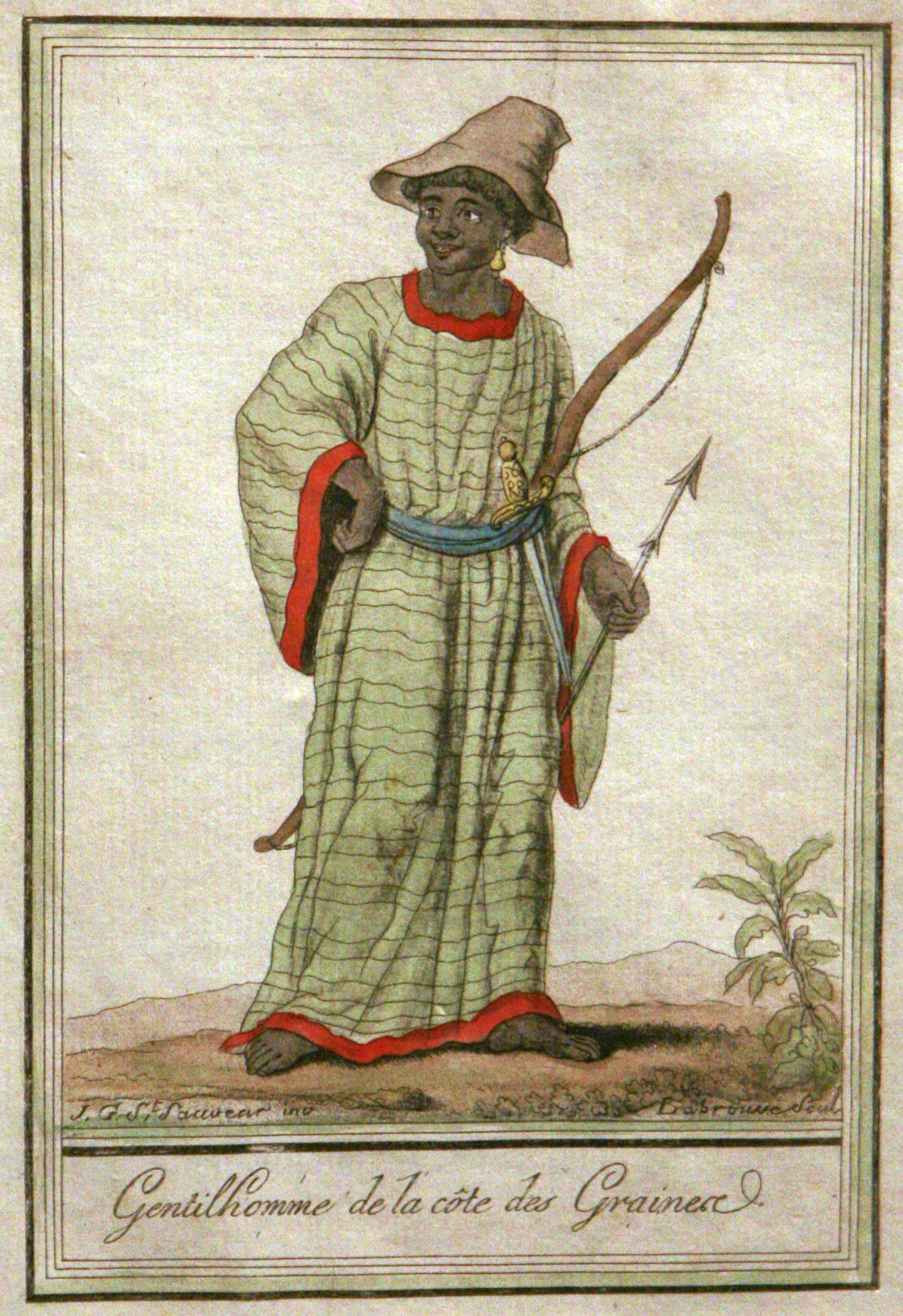
« Gentilhomme de la Côte des Graines », fin XVIIIe siècle.
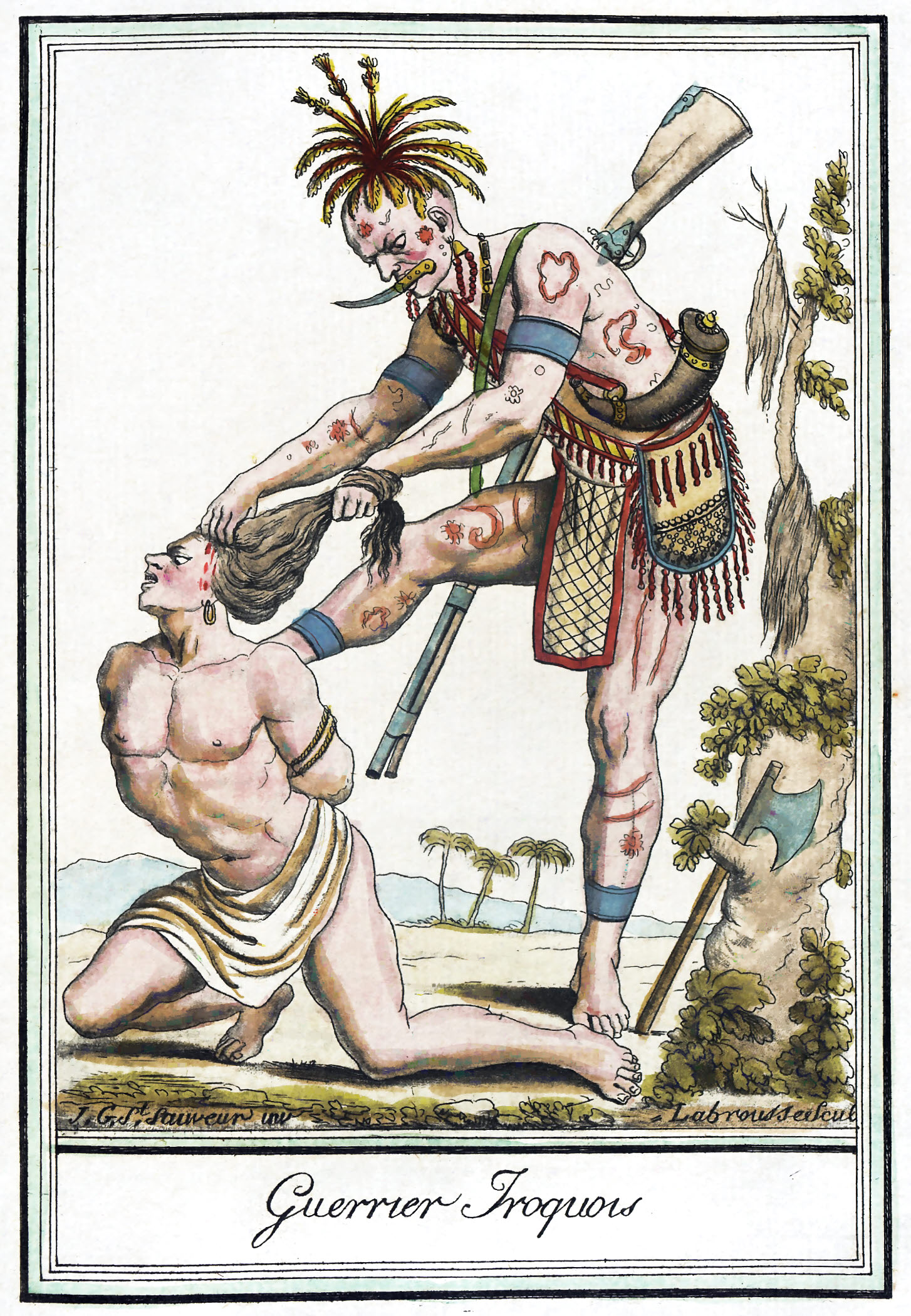
« Guerrier Iroquois », v. 1797.
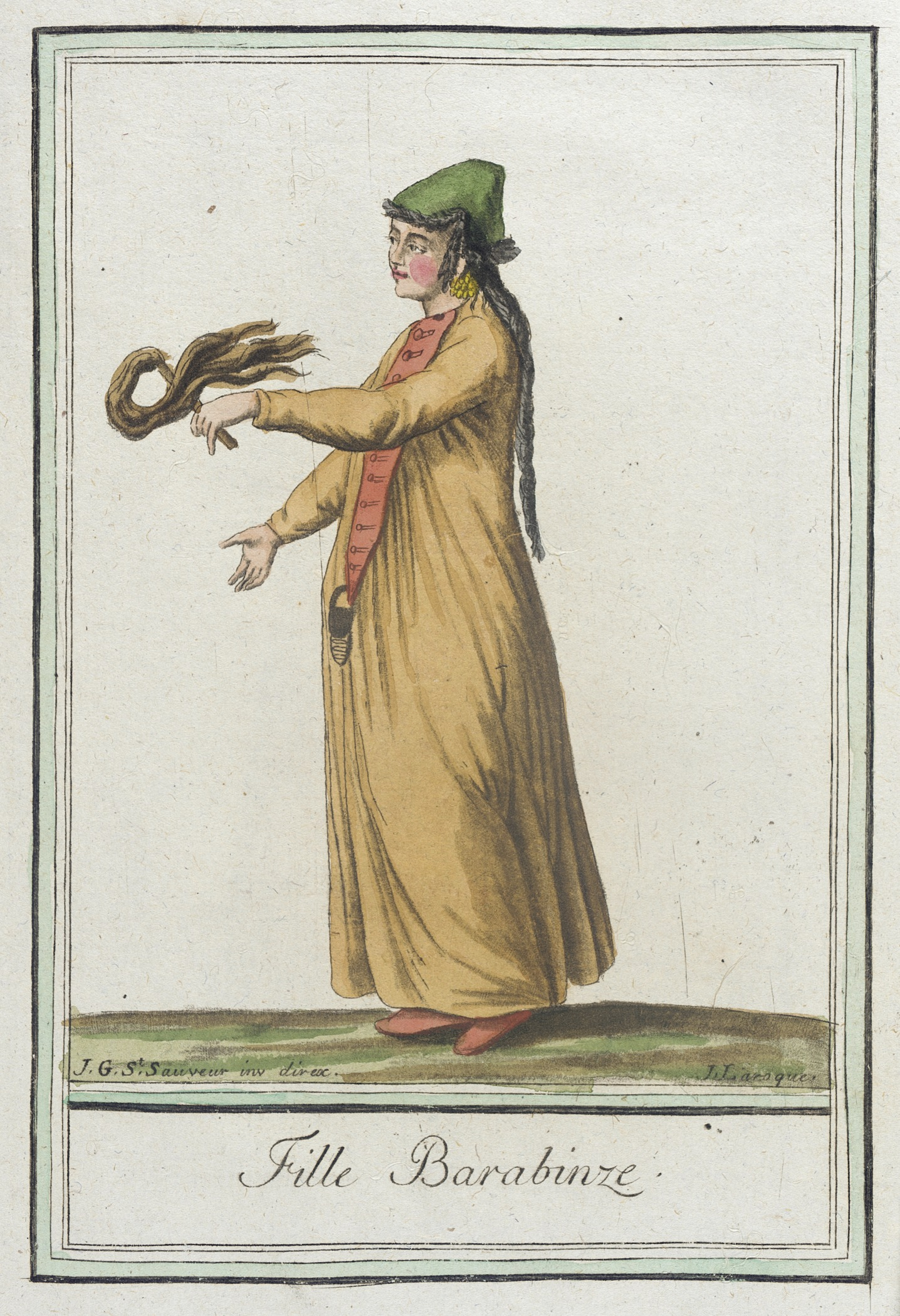
« Fille Barabinze », v. 1797.
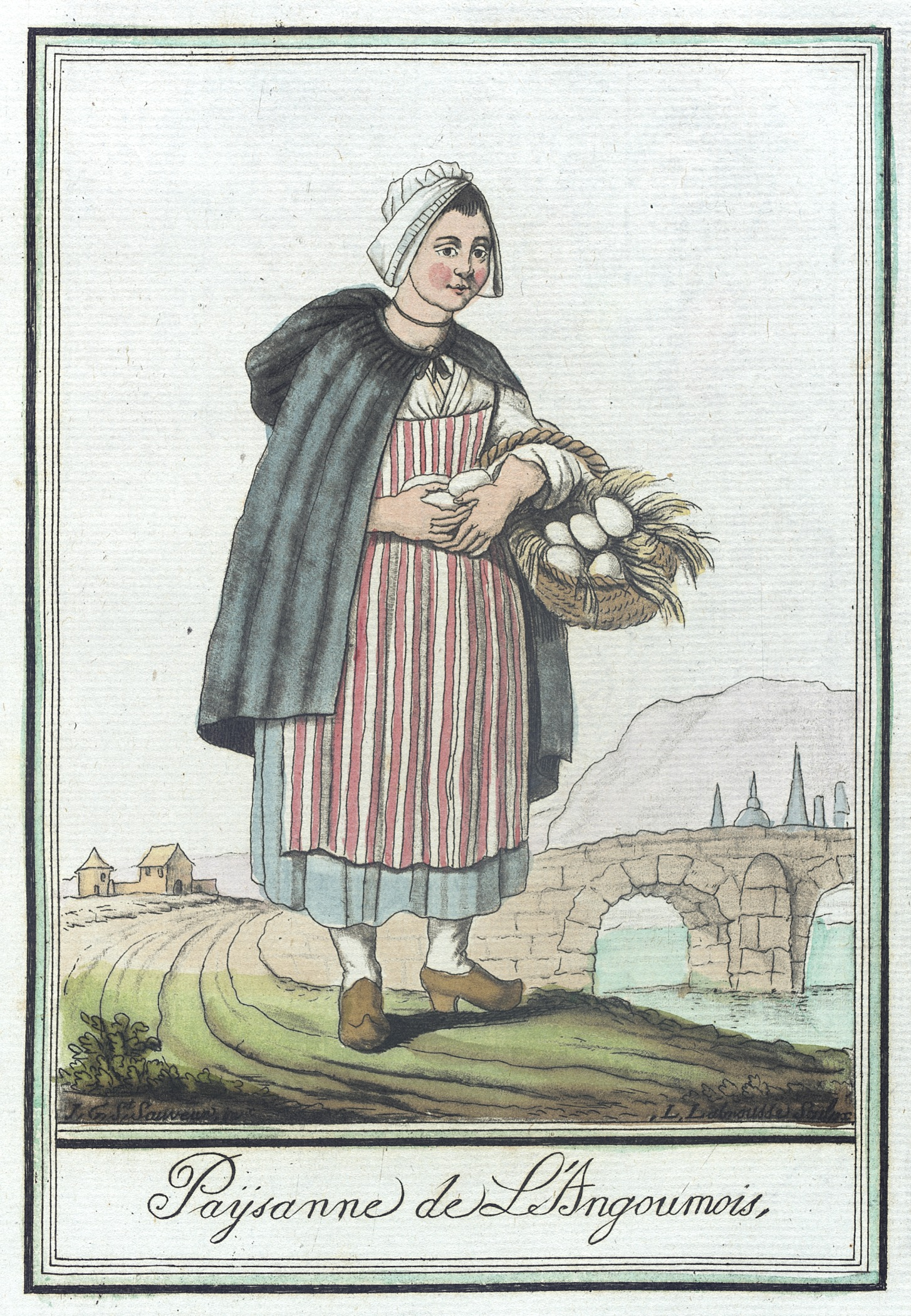
« Paysanne d l'Angoumois », v. 1797.
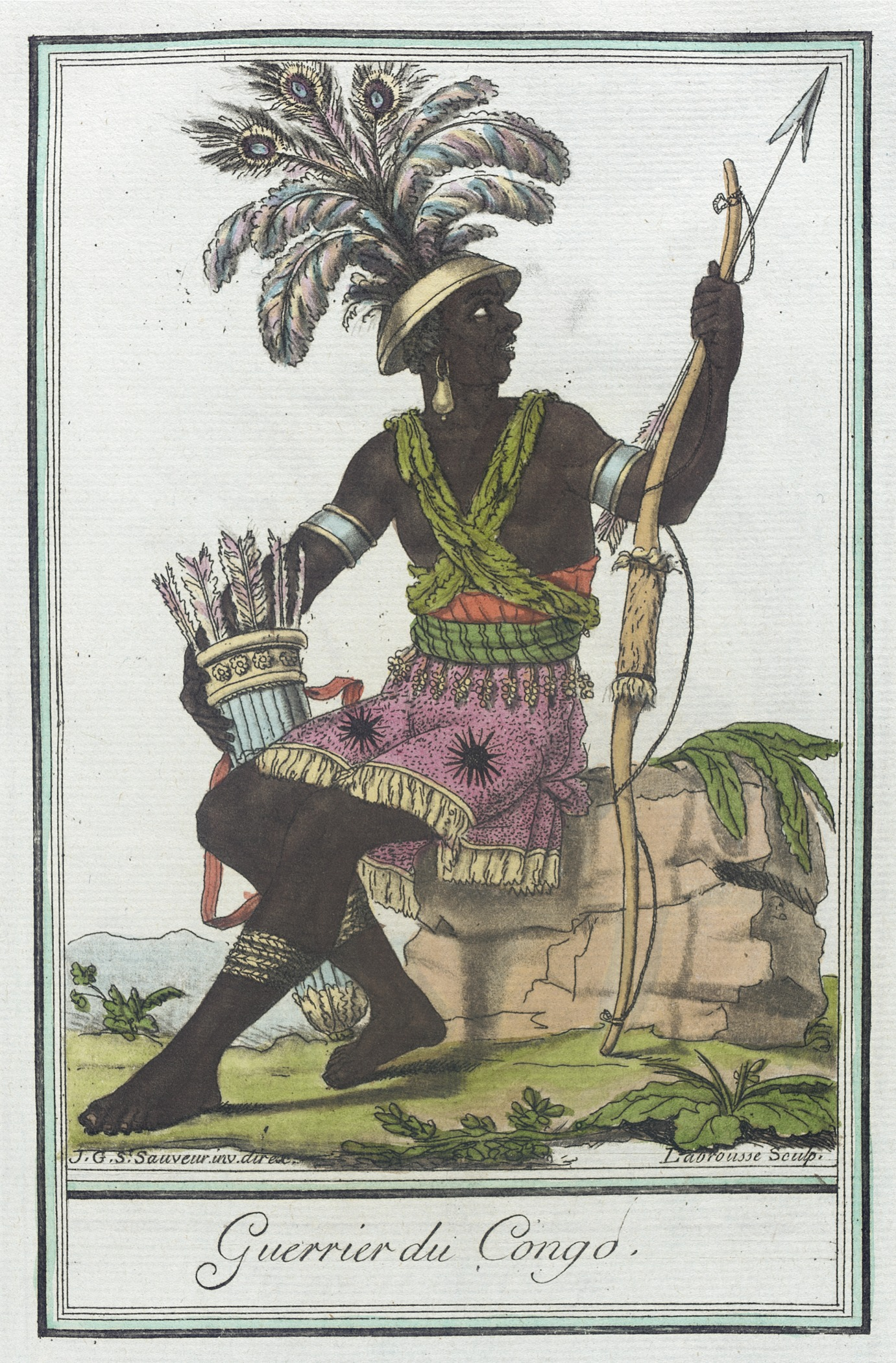
« Guerrier du Congo », v. 1797.
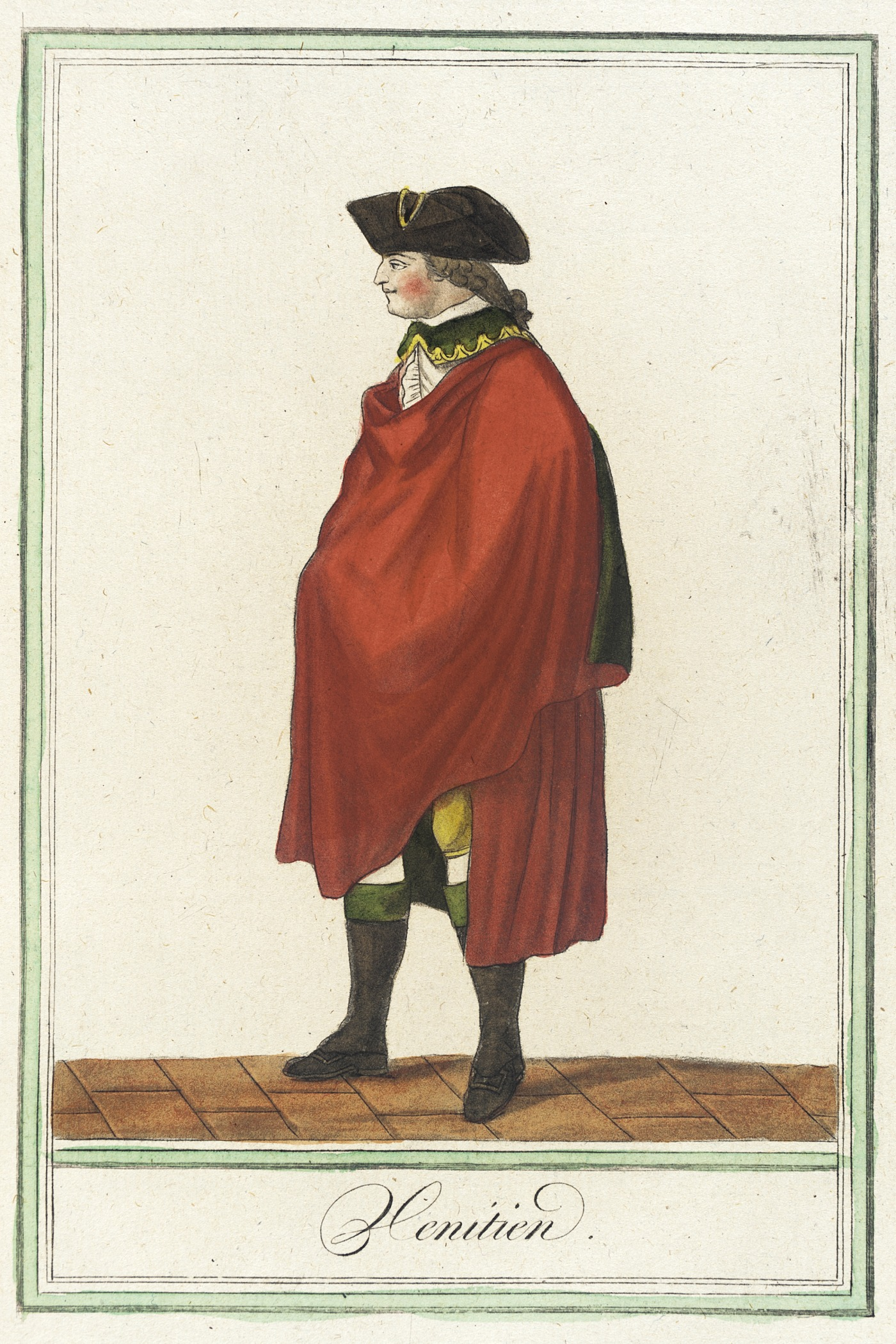
« Vénitien », v. 1797.